# Уйбрехтс, Леон
Леон Флорент Мария Уйбрехтс (фр. Léon Florent Marie Huybrechts; 11 декабря 1876 — 9 февраля 1956) — бельгийский яхтсмен, чемпион и дважды серебряный призёр летних Олимпийских игр.
Уйбрехтс на двух Олимпиадах (1908 и 1920) соревновался на яхте класса 6 метров, и каждый раз занимал второе место. На Играх 1924 в Париже выступал в классе «Французский национальный монотип» (фр.) и 6-метровой яхте и занял первое и пятое места соответственно. На Играх 1928 в Амстердаме стал девятым на 12-футовом динги.